# Oligotrophus eugeniae
Oligotrophus eugeniae är en tvåvingeart som beskrevs av Jean-Jacques Kieffer och Herbst 1909. Oligotrophus eugeniae ingår i släktet Oligotrophus och familjen gallmyggor. Inga underarter finns listade i Catalogue of Life.